# Kirche Burghofen

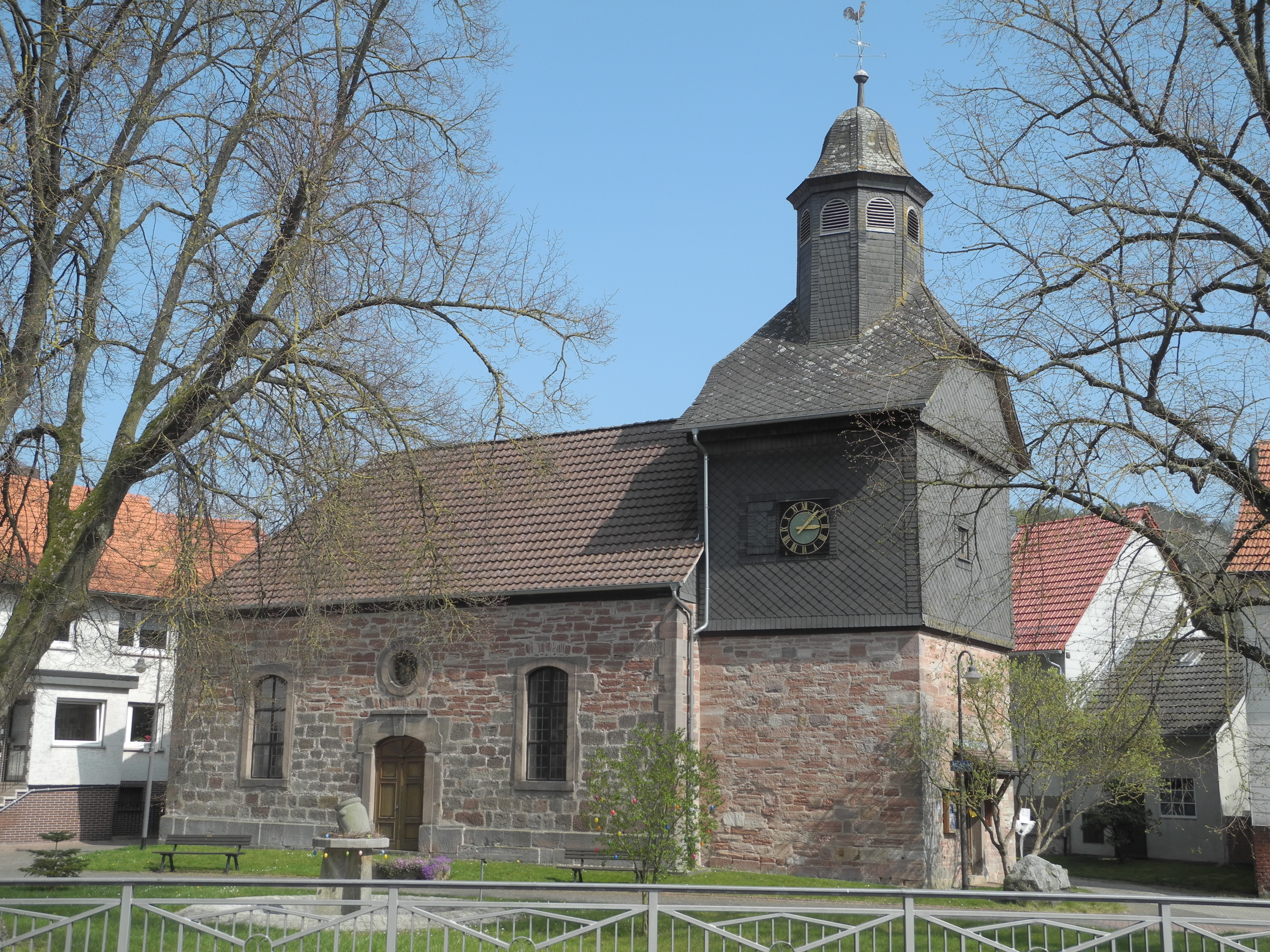
Die nordwestliche Ansicht der Kirche Burghofen

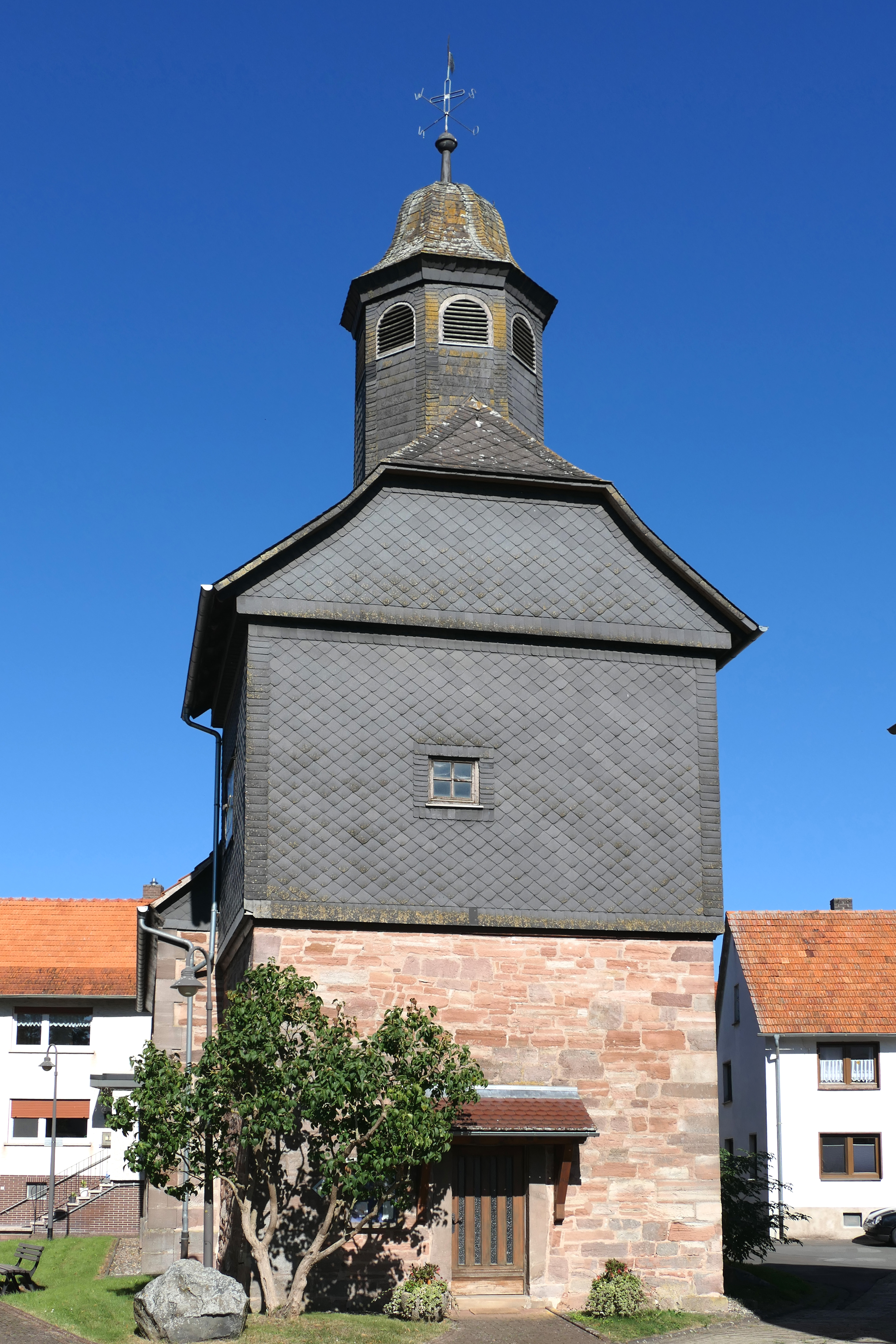
Der Turm von Südwesten

Die Evangelische Kirche Burghofen ist ein denkmalgeschütztes Gebäude mit einem im Kern mittelalterlichen Turm und einem Langhaus, das aus der zweiten Hälfte des 18. Jahrhunderts stammt. Die Kirche erhebt sich in dem ältesten Bereich Burghofens, einem Ortsteil der Stadt Waldkappel im nordhessischen Werra-Meißner-Kreis. Die Kirchengemeinde Burghofens bildet mit den Gemeinden von Eltmannsee, Friemen, Gehau, Hetzerode, Mäckelsdorf, Rechtebach, Schemmern und Stolzhausen das Kirchspiel Schemmern-Mäckelsdorf. Das Kirchspiel gehört zum Kooperationsraum Waldkappel im Kirchenkreis Werra-Meißner, innerhalb der Evangelischen Kirche von Kurhessen-Waldeck im Sprengel Kassel.

## Geschichte
Der erstmals im Jahr 1334 als „Barkoben“ erwähnte Ort liegt im Schemmerbachtal, einem Seitental der Wehre, die als linker Zufluss in die Werra mündet. Im Rahmen der hessischen Gebietsreform wurde Burghofen im Oktober 1971 als Stadtteil nach Waldkappel eingegliedert.
Bereits seit der Zeit um 1500 soll in Burghofen eine kleine Kapelle gestanden haben, mit zwei Glocken, die zu Gebet und Gottesdienst gerufen hatten und während des Dreißigjährigen Krieges von 1618 bis 1648 geraubt wurden. Pfarrer Wilhelm Bach merkt in der Kirchenstatistik der evangelischen Kirche im Kurfürstenthum Hessen aus dem Jahr 1835 an: „Die vorige Kirche zu Burghofen muß im J. 1637 entweder auch größtentheils verbrannt, oder die Glocken müssen von den Feinden weggeführt seyn, da 1659 zwei neue gegossen wurden.“
Auf den Grundmauern des Kapellenturms wurde nach den Plänen von Johann Friedrich Jussow in den Jahren 1777 und 1778 das jetzige Gotteshaus errichtet. Jussow (* 1701; † 1779 in Kassel) war zuletzt Oberbaumeister unter den Landgrafen Wilhelm VIII. und Friedrich II. von Hessen-Kassel. Er entwarf für Burghofen ein Gebäude aus bearbeiteten Sandsteinen im Stil des Spätbarocks, das ein auf der nordöstlichen Seite abgewalmtes Satteldach bedeckt. Der Turm wurde mit einem schiefergedeckten Geschoss aufgestockt. Aus der Mitte seines Krüppelwalmdachs erhebt sich ein achtseitiger Dachreiter, auf dem eine glockenförmige Haube sitzt.

## Das Kircheninnere
Den schlichten Innenraum belichten hohe Rechteckfenster mit einem Segmentbogenschluss. Bei der Renovierung 2002 erhielt er einen Anstrich in Grautönen und Terracottafarben. Als bemerkenswertes Ausstattungsstück gilt die Hilpertorgel von 1862. August Hilpert aus Floh bei Schmalkalden war im Jahr 1835 zum Orgelbauer für die Kreise Schmalkalden und Hersfeld bestellt worden. Seine Neubauten in Burghofen und Waldkappel (1861) zeichneten ihn als Orgelbauer aus, der vor allem klanglich neue Wege ging. Die Orgel in Burghofen ist eine der wenigen noch erhaltenen Instrumente des Orgelbaumeisters. Bis auf die Zinnpfeifen, die während des Ersten Weltkriegs für die Kriegswirtschaft abgeliefert werden mussten, ist sie noch im Originalzustand. Mit einer Spendensammlung der Burghöfer Kirchengemeinde und Geldern aus dem Kirchenerhaltungsfond und der Sparkassenstiftung konnte ab Herbst 2008 die Orgel renoviert und wieder mit Zinnpfeifen bestückt werden.

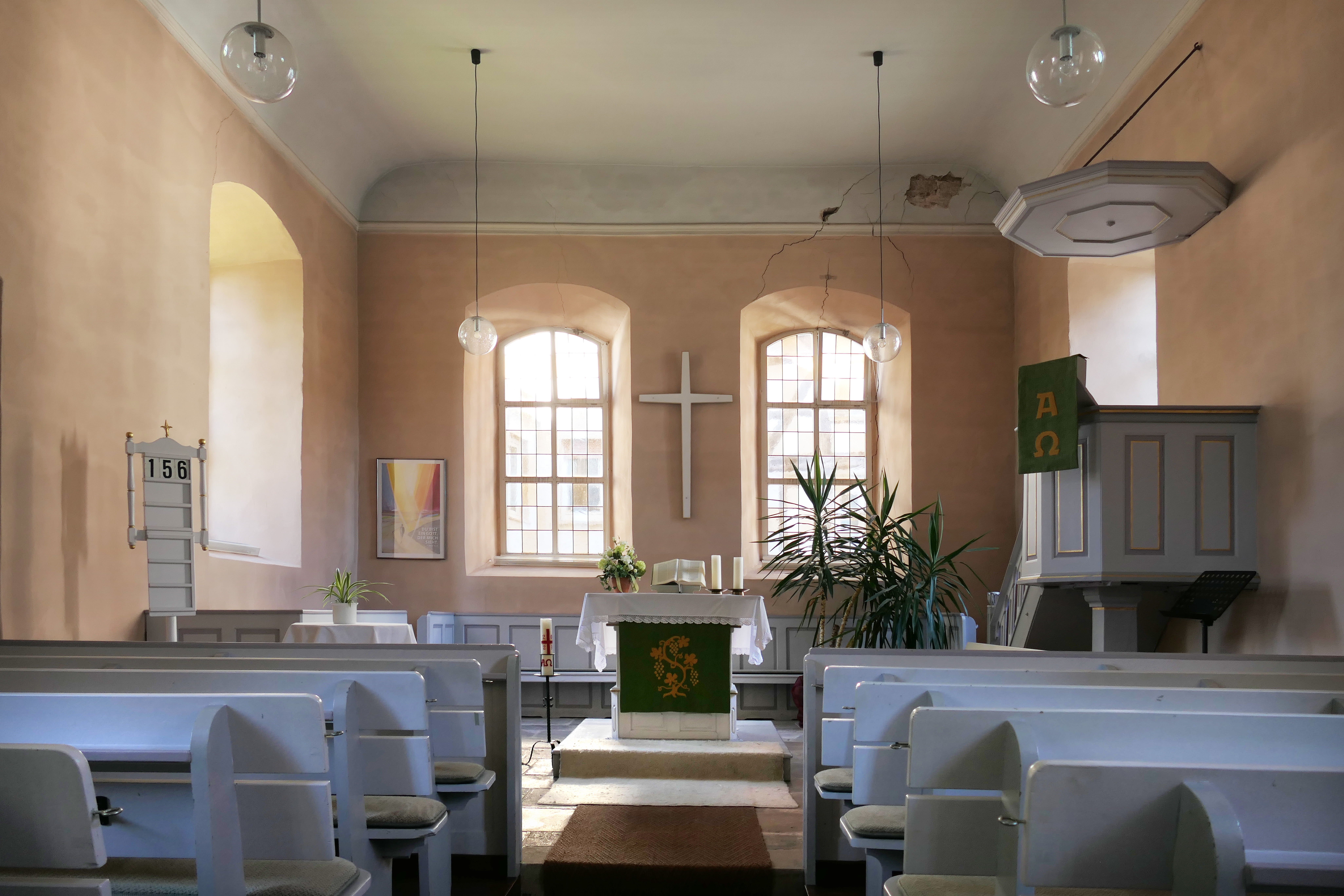
Blick auf Altar und Kanzel
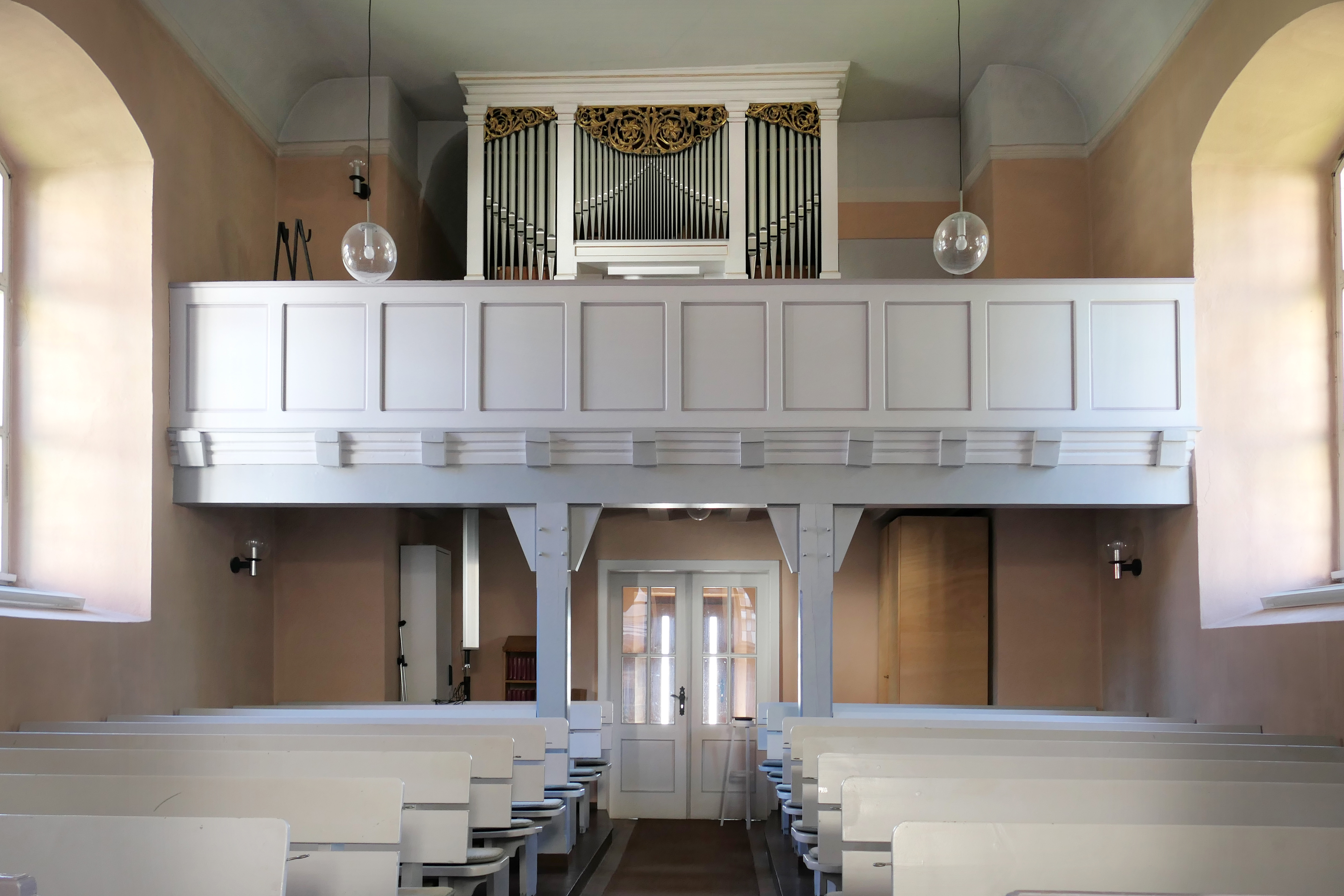
Die Hilpertorgel

Im Eingangsbereich hängen Gedenktafeln zum Gedächtnis an Teilnehmer aus dem Ort der Napoleonischen Befreiungskriege 1814, des Deutsch-Französischen Krieges von 1870 bis 1871 sowie des Ersten von 1914 bis 1918 und des Zweiten Weltkrieges von 1939 bis 1945.

## Denkmalschutz
Wegen ihrer geschichtlichen, künstlerischen und städtebaulichen Bedeutung wird die Kirche als ein Kulturdenkmal geschützt. Sie befindet sich innerhalb der Gesamtanlage Burghofens, die sich beiderseits der ortsdurchquerenden Thüringer Straße und des Schemmerbachs erstreckt. Im Denkmalverzeichnis des Landes Hessen hat die Kirche die Nummer 38802 und die Gesamtanlage Burghofen die Nummer 38801.